# ترافیگورا
ترافیگورا (به انگلیسی: Trafigura) شرکت چندملیتی بازرگانی کالا است، که در سال ۱۹۹۳ در کشور هلند تأسیس شد. فعالیت‌های اقتصادی این شرکت در زمینه بازرگانی فلزات و انرژی از جمله نفت خام می‌باشد.
در حال حاضر شرکت ترافیگورا پس از ویتول و گلنکور، به‌عنوان سومین معامله‌کننده کالا در جهان شناخته می‌شود.

## تاریخچه
شرکت ترافیگورا توسط کلود دوفین و اریک دی تورخیم تأسیس شد، که شرکت اولیه را از یک گروه از شرکت‌های تحت مدیریت مارک ریچ در سال ۱۹۹۳ خریداری نمودند. داوفین هم‌اکنون، مالک ۲۰٪ درصد از سهام این شرکت است و بقیه سهام آن نیز، در اختیار ۵۰۰ نفر از پرسنل ارشد ترافیگورا قرار دارد.

## دفاتر بین‌المللی
شرکت ترافیگورا در سراسر جهان فعالیت می‌نماید، که این فعالیت‌ها از طریق ۵۵ دفتر که در ۳۶ کشور جهان مستقر است، مدیریت می‌شوند.
دفتر مرکزی ترافیگورا در شهر لوسرن، سوئیس قرار دارد. دفاتر اداری و شعبه دوم این شرکت در شهر آمستردام، هلند مستقر می‌باشد.

## آمار
در سال ۲۰۰۸ این شرکت معادل ۷۳ میلیارد دلار، گردش مالی داشته که سود خالصی برابر ۴۴۰ میلیون دلار بدست آورده‌است.
در سال ۲۰۱۱ درآمد ترافیگورا به ۱۲۱٬۵ میلیارد دلار افزایش یافت، که معادل ۱٬۱۱ میلیارد دلار سود عاید این شرکت نمود.